# St. Florian (Alabama)
St. Florian es un pueblo ubicado en el condado de Lauderdale en el estado estadounidense de Alabama. En el censo de 2000, su población era de 335.

## Demografía
En el 2000 la renta per cápita promedia del hogar era de $ 46.250$, y el ingreso promedio para una familia era de 48.125$. El ingreso per cápita para la localidad era de 17.522$. Los hombres tenían un ingreso per cápita de 36.364$ contra 21.250$ para las mujeres.

## Geografía
St. Florian está situado en 34°52′22″N 87°37′30″O / 34.87278, -87.62500 (34.872753, -87.625117)
Según la Oficina del Censo de los EE. UU., la ciudad tiene un área total de 2.98 millas cuadradas (7.73 km²).